# Pârâul Alb, Secu
Pârâul Alb este un curs de apă, afluent al Râului Secu. 

## Hărți
- Harta Parcului Vânători-Neamț